# Associação Atlética União Goiana
Associação Atlética União Goiana (conhecido apenas por União Goiana e cujo acrônimo é AAUG) é um clube de futebol brasileiro fundado em 1924, na cidade de Goiás, (GO), que na época ainda era a capital do estado.

## História
O clube foi fundado no dia 21 de abril de 1924. Sendo assim, um dos primeiros clubes de futebol do estado de Goiás, servindo inclusive como referência aos posteriores.
Em 1931, no dia sete de fevereiro, aconteceu o primeiro jogo do Anápolis Sport Club que teve como adversário a equipe da Associação Atlética União Goiana. A partida terminou com a vitória do time de Anápolis, pelo placar de 2 a 1.
Em 1936, no dia dezesseis de agosto, a equipe da União Goiana enfrentou em um campo improvisado a União Americana em jogo amistoso. A partida terminou com a vitória da União Goiana, pelo placar de 3 a 2.
Em 1938, uma nova diretoria foi eleita, tendo como presidente Odahi Alves de Castro.
Em 1939, a equipe da União Goiana disputou três partidas amistosas: duas contra o Atlético Clube Goianiense; no dia quatorze de maio deu dragão, pelo placar de 3 a 2 e no dia quatro de setembro deu União Goiana (1 a 0); A terceira partida foi contra o Jaraguá Esporte Clube, no dia oito de setembro, vitória da União Goiana por 1 a 0.
Em 1940, a equipe da associação disputou o Campeonato Citadino de Goiás de 1940. Foram o total de quatro partidas disputadas, sendo: uma vitória, dois empates e uma derrota. Cinco gols marcados e dois sofridos.
Em 1952, uma nova diretoria foi eleita, tendo como presidente André Xavier Mundim.
Em 1953, a equipe volta a disputar o Campeonato Citadino de Goiás de 1953. Foram apenas duas partidas disputadas, sendo: uma vitória e uma derrota. Seis gols marcados e sete sofridos.
Em 1982, o Associação Atlética União Goiana foi declarado utilidade pública pela Assembleia Legislativa de Goiás através da Lei Nº 9.137, de 06 de maio do mesmo ano.
Apesar de inativa no futebol, a associação tem tido destaque em outras atividades. Sendo inclusive uma das mais tradicionais escolas de samba da antiga capital goiana.
A Associação foi re-ativada como associação privada em 2019 no município de Goiás, tendo como presidente Leticia Pinheiro Bastos Fonseca, mas ainda não voltou ao futebol profissional.